# والتر إسر
والتر إسر (بالألمانية: Walter Esser)‏ هو متسابق خماسي حديث ألماني، ولد في 21 فبراير 1945 في Thale ‏ في ألمانيا.

## وصلات خارجية
- والتر إسر على موقع أوليمبيديا (الإنجليزية)